# Ersachus erichsonianus
Ersachus erichsonianus är en skalbaggsart som beskrevs av Sharp 1902. Ersachus erichsonianus ingår i släktet Ersachus och familjen lerstrandbaggar. Inga underarter finns listade i Catalogue of Life.